# Thúy Ngần
Thúy Ngần (sinh ngày 17 tháng 10 năm 1964), tên khai sinh là Vũ Thúy Ngần, là một diễn viên chèo người Việt Nam, được nhà nước Việt Nam phong tặng danh hiệu Nghệ sĩ nhân dân. Hiện bà là giảng viên Trường Đại học Sân khấu và Điện ảnh Hà Nội và Giám đốc Nhà hát thể nghiệm.

## Tiểu sử
Thúy Ngần, tên khai sinh là Vũ Thúy Ngần, sinh ngày 17 tháng 10 năm 1964 tại xã Khánh Thịnh, Yên Mô, Ninh Bình. Cha của bà là Vũ Quang Trình, là một nghệ nhân chèo Ninh Bình.

## Sự nghiệp
Năm 15 tuổi, Thúy Ngần đến nhà hát Chèo Việt Nam, được sự truyền dạy trực tiếp của các nghệ nhân, nghệ sĩ chèo như Minh Lý, Dịu Hương, Trần Bảng, Diễm Lộc,...
Thúy Ngần, Thanh Ngoan và Vân Quyền cùng được nhà hát Chèo Việt Nam lựa chọn trong đợt tuyển sinh trực tiếp tại các miền quê cho khóa học 1979–1983, cùng tham gia Cuộc thi Tài năng trẻ sân khấu toàn quốc năm 1991 và cùng trở thành những diễn viên chính của nhà hát trong suốt 20 năm (1985–2005). Thúy Ngần để lại dấu ấn bằng những vai diễn nết na, thùy mị.
Năm 2004, Thuý Ngần quyết định trở thành giảng viên bộ môn chèo, khoa kịch hát dân tộc, thuộc Trường Đại học Sân khấu – Điện ảnh Hà Nội. Bà thành công ở nhiều vai diễn như: Tấm trong vở "Tấm Cám", Cô gái trong rừng vở "Hoàng tử có đôi tai bò", Lụa trong vở "Từ Thức", cô Bến trong vở "Vua Chổm", Quỳnh trong vở "Nỗi đau tình mẹ", nàng Cóc trong vở "Trê cóc tranh con", Hoàng hậu trong vở "Gươm báu truyền ngôi",... Nổi tiếng nhất là vai diễn Súy Vân trong "Súy Vân giả dại".
Từ năm 2009, Thúy Ngần trở thành nghệ sĩ xẩm thuộc nhóm xẩm Hà Thành với các nghệ sĩ như Xuân Hoạch, Thanh Ngoan, Mai Tuyết Hoa, nhạc sĩ Nguyễn Quang Long. Thúy Ngần còn tham gia biểu diễn tại câu lạc bộ Đông Kinh cổ nhạc.
Thúy Ngần và một số nghệ sĩ chèo khác như Khắc Tư, Thanh Ngoan, Minh Thu, Xuân Hinh từng bị đánh trượt danh hiệu nghệ sĩ nhân dân nhiều lần do chưa đủ số huy chương theo quy định mới. Riêng Thanh Ngoan bị đánh trượt 2 lần các đợt năm 2011 và 2015. Đến năm 2019, Thúy Ngần được nhà nước Việt Nam phong tặng danh hiệu Nghệ sĩ nhân dân.
Thúy Ngần đã truyền nghề cho rất nhiều học trò là những nghệ sĩ hát chèo nổi tiếng đã từng đạt nhiều giải thưởng như: Thanh Hoa (Nhà hát chèo Thái Bình), Thu Hằng (Nhà hát chèo Việt Nam), Nguyễn Thị Thắm (Nhà hát chèo Hà Nội). Nhiều diễn viên được bà giảng dạy đã đoạt nhiều giải thưởng cao. Năm 2014, bà hướng dẫn cho 4 diễn viên trẻ tham gia cuộc thi Tài năng trẻ diễn viên Sân khấu Chèo chuyên nghiệp toàn quốc thì đã có 2 diễn viên Phạm Thị Hiền (Nhà hát Chèo Ninh Bình) và Trần Thị Hiền (Nhà hát chèo Việt Nam) đạt Huy chương vàng, diễn viên Nguyễn Thị Minh Phượng (Đoàn Nghệ thuật Chèo Thanh Hóa) đạt huy chương bạc.

## Thành tích
- Huy chương vàng Hội diễn sân khấu toàn quốc các năm 1990, 1995, 2001.[9]
- Huy chương vàng giọng hát chèo hay toàn quốc tại Hải Dương (1995).
- Giải diễn viên xuất sắc của tạp chí Sân khấu, Hội Nghệ sĩ Sân khấu Việt Nam.

## Đời tư
Thúy Ngần có chồng là Phạm Ngọc Tuấn – Giám đốc Nhà hát Tuồng Việt Nam.